# Arisaema inclusum
Arisaema inclusum är en kallaväxtart som först beskrevs av Nicholas Edward Brown, och fick sitt nu gällande namn av Nicholas Edward Brown och Benjamin Daydon Jackson. Arisaema inclusum ingår i släktet Arisaema och familjen kallaväxter. Inga underarter finns listade.